# Peter Parker: Spider-Man
Peter Parker: Spider-Man è stata il nome di due serie a fumetti dedicate all'Uomo Ragno pubblicata dalla Marvel Comics negli Stati Uniti negli anni novanta.

## Storia editoriale

### Edizione americana
Prima serie
La prima serie è composta da 98 numeri pubblicati dal 1990 al 1998. Dal n° 1 al n° 74 la testata si intitolava semplicemente Spider-Man ed era scritta e disegnata da Todd McFarlane al quale successivamente si sono aggiunti Howard Mackie, Tom Lyle e John Romita Jr.. Dal n° 75 prese il nome definitivo (il cambio di nome appare solo sulla copertina in quanto in seconda di copertina e nei cataloghi è comunque rimasta la vecchia dicitura Spider-Man.
Seconda serie
La seconda serie è composta da 57 numeri editi dal 1999 al 2003.
Nel 2012 per festeggiare il cinquantenario del personaggio è stata pubblicata una storia celebrativa numerata come n°156.1.

### Edizione italiana
In Italia la prima serie è stata pubblicata dal 1991 dalla Star Comics sulla collana Star Magazine e poi dalla Marvel Italia sulle collane Uomo Ragno e Uomo Ragno Deluxe mentre la seconda è stata pubblicata dal 1999 al 2004 dalla Marvel Italia/Panini Comics sulla collana Uomo Ragno a partire dal n°274 al n° 381.